# Гасанов, Эльдар Исфандияр оглы
Эльдар Исфандияр оглы Гасанов (азерб. Eldar İsfəndiyar oğlu Həsənov; 26 декабря 1965 — 12 мая 1994) — сотрудник правоохранительных органов, военнослужащий Вооружённых сил Республики Азербайджан. Национальный герой Азербайджана (1995, посмертно).

## Биография
Родился Эльдар Гасанов 26 декабря 1965 года в селе Лялар, в Джалильабадском районе Азербайджанской ССР. В 1983 году завершил обучение в Ханагахской сельской средней школе. В 1984 году Джалилабадским районным военным комиссариатом был призван на срочную военную службу в ряды Вооружённых сил Советского Союза. В 1986 году завершил военную службу и возвратился в родное село. Трудоустроился работать водителем в Джалилабадском районе. В 1990 году Эльдар добровольно записался в отряд полиции особого назначения.
Гасанов самоотверженно сражался за интересы Азербайджана во время вооружённых столкновений в ходе армяно-азербайджанского конфликта в Нагорном Карабахе. В боях за Лачин Эльдар проявив самотверженность сумел вывести свой отряд из окружения без потерь. Иногда принимал участие в разведывательных операциях, часто в одиночку. Возвращался с двумя-тремя пленными. Противоборствующая сторона за Гасанова объявила награду в размере 50 тысяч долларов США.
В 1991 году Гасанов поступил на обучение в полицейскую академию. В январе 1994 года вновь во второй раз был направлен к местам боевых действий. В Физулинском районе старшина полиции Гасанов принимал участие в вооружённых столкновениях. Уничтожил значительную живую силу и технику противника. 12 мая 1994 года, участвуя в тяжёлых боях за посёлок Горадиз Физулинского района Республики Азербайджан, Эльдар был смертельно ранен разрывом снаряда. Погиб на поле боя.
Эльдар Гасанов был холост.

## Память
Указом Президента Азербайджанской Республики № 262 от 15 января 1995 года Эльдару Исфандияр оглы Гасанову было присвоено звание Национального героя Азербайджана (посмертно).
Похоронен в родном селе Лялар Джалильабадского района.
Во дворе Джалильабадского районного управления полиции установлен бюст Национальному герою Азербайджана Эльдару Гасанову.